# Geburtstagszug-Urteil
Das Geburtstagszug-Urteil ist ein Urteil des Bundesgerichtshofs vom 13. November 2013 (Az. I ZR 143/12) zur Frage der urheberrechtlichen Schutzschwelle für Werke der angewandten Kunst.

## Sachverhalt

Heike Wiechmann: Geburtstagszug, Tinte auf Papier, 1998, 42 × 30 cm.

Die Designerin Heike Wiechmann hatte 1998 für den Holzspielzeughersteller Gollnest & Kiesel („Goki“) eine Tischdekoration für Kindergeburtstage namens „Geburtstagszug“ entworfen. Diese besteht aus einer Holzlokomotive und mehreren Waggons, auf die sich Ziffern und Kerzen aufstecken lassen. Die Klägerin erhielt für diesen Entwurf und einen weiteren ein Gesamthonorar in Höhe von 400 DM.
Der Geburtstagszug wurde das erfolgreichste Goki-Produkt und entwickelte sich zu einem Verkaufsschlager. Deshalb hielt Wiechmann die vereinbarte Vergütung für zu gering und erhob, unterstützt von der Gewerkschaft ver.di, beim Landgericht Lübeck Klage auf Zahlung einer weiteren angemessenen Vergütung nach dem so genannten Bestsellerparagrafen (§ 32a UrhG).

## Entscheidung
Nachdem sowohl das Landgericht Lübeck 2010 als auch das Oberlandesgericht Schleswig 2012 die Klage mit dem Argument abgewiesen hatten, der Entwurf sei als angewandte Kunst mangels ausreichender Schöpfungshöhe nicht urheberrechtlich, sondern nur designrechtlich schutzfähig, hob der Bundesgerichtshof 2013 das Berufungsurteil auf und verwies die Sache zur erneuten Entscheidung zurück an das Oberlandesgericht.
Dabei kehrte sich der Bundesgerichtshof von der 1911 vom Reichsgericht im „Schulfraktur-Urteil“ entwickelten Rechtsprechung zur urheberrechtlichen Schutzfähigkeit angewandter Kunst ab und begründete dies mit der Geschmacksmusterrichtlinie. Nach dieser sei das Geschmacksmusterrecht nicht mehr als „kleines Urheberrecht“ der „Unterbau“ des Urheberrechts, sondern eigenständig zu verstehen, womit die Rechtfertigung einer besonderen Schutzschwelle für die angewandte Kunst entfallen sei.

## Leitsätze
„a) An den Urheberrechtsschutz von Werken der angewandten Kunst im Sinne von § 2 Abs. 1 Nr. 4, Abs. 2 UrhG sind grundsätzlich keine anderen Anforderungen zu stellen als an den Urheberrechtsschutz von Werken der zweckfreien bildenden Kunst oder des literarischen und musikalischen Schaffens. Es genügt daher, dass sie eine Gestaltungshöhe erreichen, die es nach Auffassung der für Kunst empfänglichen und mit Kunstanschauungen einigermaßen vertrauten Kreise rechtfertigt, von einer „künstlerischen“ Leistung zu sprechen. Es ist dagegen nicht erforderlich, dass sie die Durchschnittsgestaltung deutlich überragen (Aufgabe von BGH, Urteil vom 22. Juni 1995 - I ZR 119/93, GRUR 1995, 581 = WRP 1995, 908 - Silberdistel).“

„b) Bei der Beurteilung, ob ein Werk der angewandten Kunst die für einen Urheberrechtsschutz erforderliche Gestaltungshöhe erreicht, ist zu berücksichtigen, dass die ästhetische Wirkung der Gestaltung einen Urheberrechtsschutz nur begründen kann, soweit sie nicht dem Gebrauchszweck geschuldet ist, sondern auf einer künstlerischen Leistung beruht. Darüber hinaus ist zu beachten, dass eine zwar Urheberrechtsschutz begründende, gleichwohl aber geringe Gestaltungshöhe zu einem entsprechend engen Schutzbereich des betreffenden Werkes führt.“

„c) Der Anspruch auf Zahlung einer (weiteren) angemessenen Vergütung nach § 36 Abs. 1 UrhG aF oder § 32 Abs. 1 Satz 3, Abs. 2 Satz 2 UrhG und § 32a Abs. 1 Satz 1 UrhG ist bei der Verwertung eines Werkes der angewandten Kunst, das einem Geschmacksmusterschutz zugänglich ist und die Durchschnittsgestaltung nicht deutlich überragt, nicht für Verwertungshandlungen begründet, die bis zum Inkrafttreten des Geschmacksmusterreformgesetzes vom 12. März 2004 am 1. Juni 2004 vorgenommen worden sind.“

## Bedeutung
Seit dem so genannten „Geburtstagszug-Urteil“ gilt im deutschen Urheberrecht dieselbe Schutzschwelle (§ 2 Abs. 2 UrhG) für die angewandte Kunst wie für die so genannte reine Kunst. Der Bundesgerichtshof nahm das Urteil in seine Entscheidungssammlung auf.

## Weiteres Verfahren
In der Folge entschied das Oberlandesgericht Schleswig, dass auch nach dem neuen Maßstab der Geburtstagszug aufgrund einer Vielzahl vorbekannter Spielzeugzug-Gestaltungen nicht urheberrechtlich schutzfähig sei. Anders sei das nur beim Angelspiel, hier seien die Vergütungsansprüche der Klägerin jedoch bereits verjährt („Geburtstagszug II“). In Bezug auf die Verjährung ging die Klägerin erneut erfolgreich in Revision („Geburtstagszug III“).

### Besprechungen
- Gernot Schulze, NJW 2014, 469
- Haimo Schack, JZ 2014, 207
- Eva Inés Obergfell, GRUR 2014, 621
- Jürgen Strauß, GRUR-Prax 2014, 17
- Thomas Hoeren, MMR 2014, 333
- Jan Rasmus Ludwig, K&R 2014, 106
- Stephan Szalai, ZUM 2014, 225

### Monografien
- Lukas Mezger: Die Schutzschwelle für Werke der angewandten Kunst nach deutschem und Europäischen Recht, VR unipress 2017, ISBN 978-3-8471-0696-8, doi:10.14220/9783737006965 (online).